# Heinrich Lingemann (Jurist)
Heinrich ("Heinz") Peter Josef Lingemann (* 23. September 1880 in Leichlingen; † 29. Juni 1962) war ein deutscher Staatsanwalt und Richter.

## Werdegang
Lingemann studierte nach dem Abitur Rechtswissenschaften. 1917 wurde er Staatsanwalt in Frankfurt am Main, 1926 Oberstaatsanwalt in Breslau und im darauffolgenden Jahr in Essen. Auf Verlangen des Gauleiters Josef Terboven wurde der dem Zentrum nahestehende und mit der aus jüdischer Familie stammenden Maria ("Mira"), geb. Leser (1894–1964; Schwester des Ethnologen Paul Leser) verheiratete Lingemann 1933 als Landgerichtsdirektor nach Köln versetzt. Nach erneuter Intervention des nationalsozialistischen Kölner Oberlandesgerichtspräsidenten Bergmann erfolgte die Versetzung als Amtsgerichtsrat an das Amtsgericht Köln zum 1. November 1937 und schließlich auf eigenen Antrag die Versetzung in den Ruhestand zum 1. März 1938. Während ihr Ehemann in Deutschland blieb, verließ Maria Lingemann offenbar noch im selben Jahr Deutschland; im September 1941 wurde sie offiziell ausgebürgert.
Noch vor der Kapitulation, nämlich am 1. Mai 1945 wurde der unbelastete Lingemann von den Amerikanern zum Amtsgerichtspräsidenten von Köln ernannt und im Oktober des gleichen Jahres zum Präsidenten des Oberlandesgerichts Düsseldorf. Im September 1948 ging er in den Ruhestand.
Lingemann war mit Alexander Elster Begründer sowie Mitherausgeber des Handwörterbuchs der Kriminologie.

## Ehrungen
- 1948: Dr. jur. h. c.
- 1952: Großes Verdienstkreuz der Bundesrepublik Deutschland